# OFAB-100M
OFAB-100M (ros. ОФАБ-100М) – radziecka bomba odłamkowo-burząca.